# Ewokok

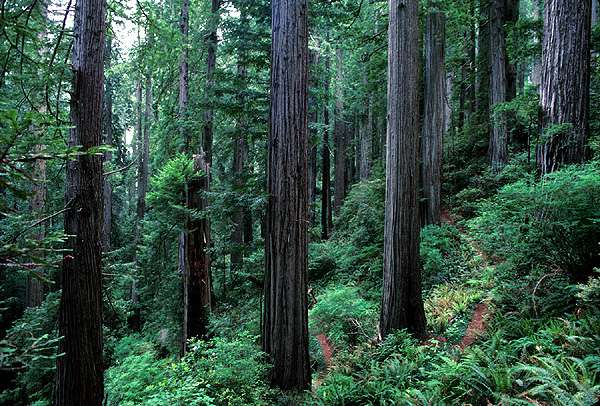
A Redwood Nemzeti Park, ahol az erdei felvételek készültek

Az ewokok a Csillagok háborúja univerzumának egyik kétlábú, értelmes faja, amely az Endor bolygó erdőholdján él.

## Leírásuk
Az ewokok játékmackó megjelenésű, vadászó-gyűjtögető életmódot folytató értelmes élőlények, az Endor egyik holdjának az erdeiben élnek. Fákon létrehozott sátrakban és egyéb építményekben laknak. Körülbelül 1 méter magasak. Arcuk lapos, testüket sűrű és rövid bunda fedi. Szemük nagy és drágakőszerű. A különböző ewok példányok szem- és bundaszíne változatos, például barna, fehér, szürke, aranysárga és fekete. Habár az ewokok kis méretűek, méretükhöz képest az erejük igen nagy.

## Megjelenésük a filmekben
Először 1983-ban, a „Csillagok háborúja: A jedi visszatér” című filmben láthattunk ewokot. Azóta két másik, televíziónak készített filmben is szerepelt ez a faj: az „A bátrak karavánja”-ban és a „Harc az Endor bolygón”-ban; valamint néhány rajzfilm sorozatban, könyvekben és számítógépes játékokban is.

## Az ewok faj megalkotásának története
George Lucas „A jedi visszatér” című filmben azért alkotta meg az ewokokat, mert azt akarta, hogy a fejlett technológiával rendelkező Galaktikus Birodalmat egy ősi, alig fejlett törzs győzze le. Lucas először ezt a végső csatát a Kashyyykon, a vukik bolygóján képzelte el, de a filmek során a vukik technológiailag túl fejlettek lettek, így már nem teljesítették Lucas elképzelését. Emiatt George Lucas egy új fajt alkotott meg; állítása szerint ez nagyon is könnyű volt, mivel a vukik magasak, tehát akkor az ewokok alacsonyak lesznek. Az „ewok” név a miwok indiánok nevéből származik. A miwok indiánok a Redwood Nemzeti Park őslakosai. Ebben a nemzeti parkban filmezték az Endoron történő jeleneteket. A nemzeti park a George Lucas tulajdonában levő Skywalker Ranch mellett helyezkedik el. A filmben nem hangzik el az ewokok fajneve, de fel van írva a forgatókönyvben és a filmvégi feliratokban.
Az ewok kisméretű, de méretéhez képest erős, mint ahogy ezt az endori csatában is láthatjuk; az ewokok többször is lefogták a birodalmi rohamosztagosokat, egyszer pedig elhajítottak egyet; bár a film nem összpontosít arra a jelenetre. 
Az ewok nyelvet, Ben Burtt hangalkotó találta ki. Burttot az oroszországi kalmükök által beszélt kalmük nyelv ihlette az ewok nyelv megalkotásában. Burtt egy ismeretterjesztő filmben hallotta a kalmük nyelvet, és szerinte külvilágian hangzik ez a nyelv a nyugati fül számára. A kutatásai során Burtt talált egy 80 éves kalmük menekült nőt. A hangalkotó kérésére ez a nő, anyanyelvén több kalmük történetet is elmesélt; ezek a történetek lettek az ewok nyelv alapjai. E hangfelvételek segítségével Burtt és a C-3PO-t alakító Anthony Daniels színész több új szót talált ki az ewok nyelv megalkotásához.

## Ewokok „A jedi visszatér” című filmben
Az ewokok jelentős szerepet töltenek be George Lucas első Csillagok háborúja trilógiájában. Amikor a Galaktikus Birodalom letelepedett erre az erdős holdra, nem vette számon a primitív életmódú őslakósokat. Azonban Leia Organa a Felkelők Szövetségének egyik tagja és Luke Skywalker ikertestvére, megbarátkozik a Wicket W. Warrick cserkésző ewokkal, aki elvezeti Leiát a falujába. Közben a Felkelők Szövetségének többi tagja beleesik az ewokok csapdáiba.
A faluba szállítva a „zsákmányokat”, az ewokok elkezdik imádni C-3PO-t, akit istennek vélnek, mivel fényes aranyozott, és Luke az Erő segítségével a levegőbe emeli. Ezután C-3PO elmondja az Öregek Tanácsának, hogy a lázadók: Leia Organa, Luke Skywalker és Han Solo hősök és nem kell megsütni őket. Másnap az ewokok és a lázadók megtámadják és legyőzik a birodalmi rohamosztagosokat és az AT-ST lépegetőket, egyúttal megnyerve az endori csatát is. A film végén az ewokok megünneplik a győzelmet.
A filmben nem hangzik el az ewokok fajneve és a Wicket és Paploo szereplők neve sem, de ezek fel vannak írva a forgatókönyvben és a filmvégi feliratokban.

## Megnevezett ewokok
- Chirpa – férfi; a Világos fa falu (Bright Tree Village) törzsi tanács vezére
- Kneesaa a Jari Kintaka – nő; Chirpa lánya
- Logray – férfi; a Világos fa falu sámánja
- Paploo – férfi; Bozzie fia és Chirpa unokaöccse
- Bozzie – nő; Paploo anyja
- Simon – férfi; az ősidőkben élt
- Tarfang – férfi; csempész és űrhajópilóta
- Teebo – férfi; az ewok faj tagja. Bundája fehér-szürke csíkos. Madárkoponyából készült fejfedőt hord. Valószínűleg törzsi vezető. A Jedi visszatér című filmben szerepel. Később, Chirpa után törzsfőnök lesz
- Wicket Wystri Warrick – férfi; cserkész, később pedig törzsfőnök
- Treek – nő; zsoldos

## Fordítás
- Ez a szócikk részben vagy egészben  az   Ewok című angol Wikipédia-szócikk ezen változatának fordításán alapul.  Az eredeti cikk szerkesztőit annak laptörténete sorolja fel. Ez a jelzés csupán a megfogalmazás eredetét és a szerzői jogokat jelzi, nem szolgál a cikkben szereplő információk forrásmegjelöléseként.